# Сървейър 2
Сървейър 2 е американска спускаема сонда за изучаване на Луната от програма Сървейър.
- Изстрелване на 20 септември 1966 г.; приземяване на 23 септември 1966 г.
- тегло при презимяване: 292 kg.

Корекция по пътя предизвиква загубата на контрол над космическата сонда. Целта е сондата да се приземи в Sinus Medii, но вместо това се приземява в кратера Коперник.
Сървейър 2 е втората сонда от програмата, проектирана да осъществи меко кацане на Луната и да направи качествени снимки на терена за подготовка на лунните мисии Аполо. Инструментите на апарата включват и радар с който да измери темепературите на повърхността на Луната. Ракета-носител Атлас е изстреляла апарата на около 130 km от терена, на който е трябвало да кацне.
По време на маневра целяща да направи корекция на курсът един от двигателите отказва да работи и това довежда до небалансирана тяга и промяна в курсът. Опитите за спасяване на мисията се провалят. Контактът с апарата е загубен в 9:35 UTC на 22 септември. Сървейър 2 се удря в лунната повърхност в 03:18 UTC на 23 септември.
През декември 2020 г. НАСА доказва, че открития през септември същата година астероид и временен втори спътник на Земята 2020 SO е всъщност част от Сървейър 2.